# Ricciarda Malaspina
Ricciarda Malaspina (Massa, 3 o 6 marzo 1497 – Massa, 13 o 16 giugno 1553), figlia ed erede del marchese Antonio Alberico II Malaspina, fu marchesa di Massa e signora di Carrara dal 1519 al 1546 e dal 1547 fino alla sua morte.
Sposò in prime nozze Scipione Fieschi, già vedovo di sua sorella Eleonora, e in seconde nozze Lorenzo Cybo, conte di Ferentillo.

## Biografia

### Nascita, famiglia e primo matrimonio
Nacque nel 1497 dal marchese Antonio Alberico II Malaspina e da Lucrezia, figlia di Sigismondo I d'Este San Martino.
La coppia generò solo figlie femmine: Eleonora (1493), Ricciarda (1497), Caterina Dianora (ca 1500, poi monacata a Ferrara con il nome di suor Lucrezia), e Taddea (1505). La primogenita Eleonora fu data in moglie a Scipione Fieschi (ca 1480-1520) di Genova, ma morì nel 1515, poco dopo le nozze; ciò che indusse Alberico a dare in sposa al genero la sua figlia secondogenita Ricciarda, previa concessione (lautamente remunerata), da parte di papa Leone X, della dispensa necessaria al matrimonio tra cognati. Contestualmente lasciò, per testamento, le proprie disposizioni per la successione dei suoi feudi, indicando come erede universale il figlio maschio primogenito di Ricciarda, o, in caso di premorte di questi, gli altri fratelli maschi in ordine di nascita, o, in mancanza, quelli della figlia quartogenita Taddea, o in ulteriore mancanza e sempre rispettando l'ordine di nascita, i figli maschi delle figlie delle due principesse. Ove infine queste non avessero lasciato discendenti maschi, la successione sarebbe passata ai pronipoti del marchese, Francesco e Ottaviano Malaspina, discendenti da suo fratello Francesco e dal di lui figlio Ludovico. La legge salica vigente nei territori dell'Impero, veniva così in qualche modo salvaguardata, e Ricciarda veniva per intanto nominata «donna et madonna et usufruttuaria et herede della sua [di Antonio Alberico] heredità et beni, infine a tanto che sia in età di concipere et generare figliuoli.» Dall'unione tra Scipione e Ricciarda nacque Isabella, che sarebbe stata maritata nel 1533 a Vitaliano Visconti Borromeo, portando una dote di 12000 scudi.

### Secondo matrimonio
Nel 1519 morì il padre e all'inizio del 1520 anche il marito Scipione. Papa Leone X, d'intesa con il nipote, cardinale Innocenzo Cybo, decise allora di combinare le nozze tra Ricciarda e il fratello del porporato Lorenzo Cybo, conte di Ferentillo. Lorenzo e Innocenzo erano figli di "Franceschetto" Cybo (rampollo legittimato di papa Innocenzo VIII) e di Maddalena de' Medici (terzogenita di Lorenzo il Magnifico e Clarice Orsini). I capitoli di matrimonio furono sottoscritti il 14 maggio 1520, pochi mesi dopo la morte del primo marito, da Ercole d'Este di San Martino, zio materno di Ricciarda e suo procuratore. Dall'unione con Lorenzo nacquero Eleonora (1523), Giulio (1525) e Alberico (1534), anche se quest'ultimo, pur essendo stato sempre tenuto per legittimo, era con tutta probabilità figlio del cardinal Cybo, ufficialmente suo zio.
Negli anni successivi al matrimonio, i coniugi si trasferirono a Roma, dove Ricciarda rimase fino a poco prima del sacco del 1527. Quando si ebbe notizia che le truppe imperiali si avvicinavano alla città, contravvenendo agli ordini di papa Clemente VII che vietavano di abbandonare la città per motivi di ordine pubblico, scappò con i figli a Ostia, da dove raggiunse Civitavecchia, quindi Pisa e infine Massa.

### Scontri con il marito Lorenzo
Durante il suo soggiorno romano Ricciarda seppe guadagnarsi l'amicizia di personaggi influenti, in grado di orientare le scelte dell'imperatore Carlo V d'Asburgo sul marchesato, che era da considerarsi feudo imperiale, sebbene ciò fosse illegittimamente rimasto piuttosto in ombra nelle precedenti successioni malaspiniane. Fu certamente grazie a queste amicizie che il 16 luglio 1529 Carlo V concesse l'investitura di Massa e Carrara suo jure a Ricciarda e, in ordine di primogenitura, ai suoi discendenti maschi o, in mancanza di questi, femmine. Si realizzava così finalmente, in deroga alla legge salica, l'obiettivo inseguito sin dal 1525, a costo però dell'apertura di una guerra diplomatica (e non solo) che la oppose al marito fino al 1546. Lorenzo infatti aspirava anch'egli all'investitura a suo nome (o in quello del suo figlio primogenito) dei domini toscani dei Malaspina e, con l'appoggio del cugino e papa Clemente VII, si era anch'egli rivolto segretamente a Carlo V per ottenerla. In quegli anni egli aveva realizzato una brillante carriera militare e ottenuto posizioni sempre di maggior prestigio, partecipando anche alla cerimonia dell'incoronazione imperiale a Bologna. Fu qui che il 21 marzo 1530 riuscì a ottenere da Carlo V un diploma in cui venivano accolte, almeno parzialmente, le sue rivendicazioni sul marchesato: l'imperatore lo nominava infatti "co-padrone" del feudo, nonché successore di Ricciarda qualora le fosse sopravvissuto. Ricciarda,a questo punto, rispose all'iniziativa del marito e il 7 aprile 1533 ottenne di poter nominare lei stessa il proprio successore.
Nel 1533 la "marchesana" si trasferì a Firenze, dove rimase fino al 1537, risiedendo insieme alla madre Lucrezia e alla sorella Taddea nel Palazzo Pazzi in via del Proconsolo, nonché nella villa appartenuta alla stessa famiglia e denominata La Loggia, edifici che erano in realtà di proprietà del marito Lorenzo, in quanto erede di Franceschetto Cybo. Nel 1535 si unì a loro anche la cognata Caterina Cybo, duchessa vedova e reggente di Camerino, costretta alla fuga dall'elezione nell'ottobre 1534 del nuovo papa Paolo III Farnese.

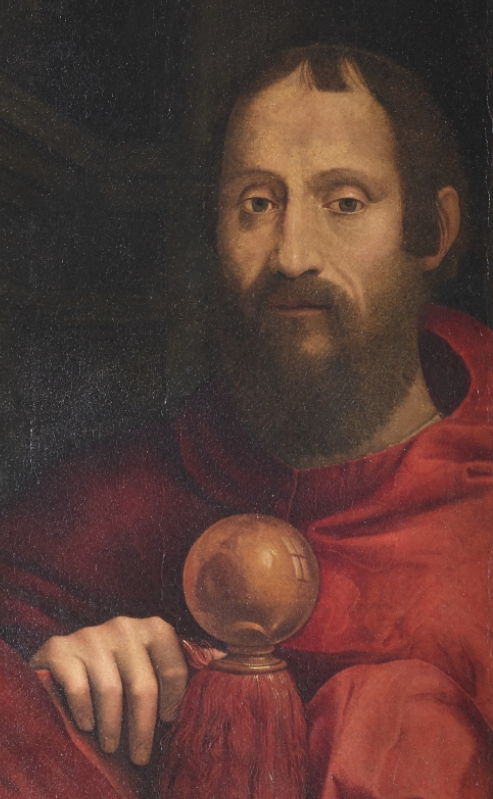
Il cardinale Innocenzo Cybo

La reputazione che circondava i facili costumi delle "marchesane" era tutt'altro che immacolata. «Una descrizione di Ricciarda e della cognata Caterina Cibo del 1524, quando andarono in visita a Roma, diceva che erano "brutte come diavoli, ma amanti dei divertimenti, per questo corteggiate dai signori cardinali".» Il poeta Ortensio Lando ci ha lasciato il seguente calembour sul loro cognome: «Ho trovato una mala spina che si può abbracciare di notte senza esserne feriti, ma anzi con un certo piacere.» Le marchesane fecero di Palazzo Pazzi un salotto alla moda e non si sforzavano certo di tenere riservate le relazioni che intrattenevano con i gentiluomini loro frequentatori, maîtresse-en-titre, l'una, Ricciarda, del cognato cardinale, plenipotenziario papale nella patria stessa del pontefice, l'altra, Taddea, addirittura del giovane duca di Firenze, Alessandro, al quale regalò, con tutta probabilità, due figli naturali, cui furono dati i nomi di Giulio e Giulia (evidentemente allora molto in voga nell'entourage dei Medici).
Per quanto Ricciarda risiedesse lontano da Massa, la sua azione era caparbiamente volta a conservare il potere sullo Stato nella sua esclusiva persona, e questo le fu possibile grazie all'azione di Innocenzo Cybo che da Carrara, dove si era ritirato nel 1537, governò Massa per suo conto. Negli anni successivi Ricciarda lottò per l'esclusione del marito dal 'condominio' feudale, contestando il testamento del padre Alberico (che prevedeva non fosse Ricciarda a subentrargli direttamente, ma il suo primogenito maschio) e sostenendone l'invalidità a fronte dell'autorevole pronunciamento dell'imperatore che l'aveva invece investita in prima persona.
A questo punto Lorenzo tentò, nel 1538, di impadronirsi del marchesato con la forza: riuscì a catturare il castellano e camerlengo Pietro Gassani, ma dovette desistere dal procedere oltre dietro consiglio del fratello cardinale, che evidentemente lo fece ragionare sull'impossibilità di realizzare un progetto ai danni della volontà imperiale. Nel 1541 Carlo V dette finalmente ragione a Ricciarda e, con un diploma in data 26 settembre, abrogò il diritto concesso a Lorenzo di compartecipare al governo di Massa.

### Scontri con il figlio Giulio
Il legittimo pretendente al feudo in forza del testamento di Antonio Alberico II, era in realtà Giulio, il figlio maschio primogenito, ma i rapporti tra lui e la madre erano molto tesi a causa della scarsa dotazione economica che lo aveva costretto a rinunciare alla tanto agognata carriera militare. Nel 1545 le loro relazioni si deteriorarono ancora di più e forse fu allora che Giulio decise di impadronirsi del potere con la forza. Grazie al sostegno di 20 archibugieri avuti da Galeotto Malaspina, marchese di Olivola, aiutato da alcuni dei numerosi ribelli del marchesato e dal castellano Girolamo Ghirlanda, cercò di occupare Carrara il 28 agosto 1545. Entrato nel maniero, a causa di una iniziale indecisione e all'azione del cardinale Innocenzo che lo trattenne al momento dell'irruzione, Giulio non riuscì a catturare la madre: Ricciarda ebbe infatti il tempo di asserragliarsi nella rocca di Massa da dove riuscì a sollevare i sudditi contro i rivoltosi. Per evitare di essere a propria volta accerchiati, Giulio e i suoi furono costretti a fuggire. Ricciarda decise quindi di lasciare nuovamente il marchesato per Roma, assegnando al figlio un aumento della dotazione economica che comunque lo lasciò insoddisfatto. A questo punto Giulio si dimostrò disponibile a passare al servizio di Cosimo I de' Medici, il quale guardava con interesse a Massa, e inoltre, nella primavera del 1546, riuscì a ottenere l'appoggio della potente famiglia Doria di Genova. Giulio allora, forte di questi appoggi (soprattutto di quelli del duca di Firenze) e facendo leva sul malcontento dei massesi per la durezza del governo della madre Ricciarda, nell'ottobre del 1546 occupò con successo la città e la rocca, assistito dal padre Lorenzo che aveva preso il comando delle truppe, e assunse il titolo di marchese.

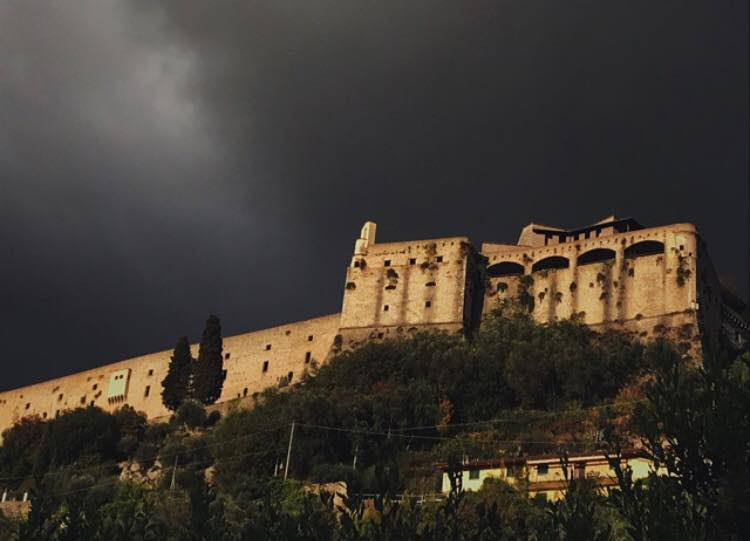
Rocca Malaspina (Massa)

Tuttavia la posizione di Giulio s'indebolì, soprattutto a seguito del brutale omicidio di Pietro Gassani e dei suoi due figli nella notte tra l'8 e il 9 novembre 1546, di cui egli fu sospettato essere il mandante.
Di fronte alla perdita del castello, Ricciarda già in ottobre si era appellata a Ferrante I Gonzaga, governatore di Milano e uomo di fiducia di Carlo V in Italia. L'imperatore in novembre decretò di mettere il feudo provvisoriamente nelle mani del Gonzaga stesso in attesa di definire la questione; al contrario Giulio ottenne che lo Stato fosse affidato invece al cardinale Cybo e poi, in dicembre, sposò Peretta Doria, parente dell'ammiraglio Andrea Doria, sulla cui lauta dote contava per finanziare la sua conquista del marchesato. Cosimo I, il quale pure lo aveva appoggiato, non vide di buon occhio l'avvicinamento dei Doria al feudo di Massa, nel timore di un diretto intervento imperiale e, dopo aver convocato Giulio a Pisa, nel marzo 1547 lo fece addirittura imprigionare nella fortezza per alcuni giorni, finché non si risolse a fare atto di cessione del marchesato nelle mani dello zio. Il giovane continuò comunque ad esercitare pesanti pressioni sulla madre, con preghiere, minacce e nuovi atti di forza, e, grazie soprattutto all'intercessione del cardinale, riuscì finalmente ad ottenere la stipula di un oneroso contratto per l'acquisto dei diritti di governo del marchesato, ferma restando la sovranità della madre. I termini del contratto erano però completamente al di sopra dei suoi mezzi ed egli contava di far fronte alla metà del relativo grosso debito utilizzando la dote della moglie. Egli si rivolse quindi al capofamiglia Andrea Doria chiedendo il pagamento della stessa, ma il Doria glielo rifiutò prima accampando pretesti sulle difficoltà economiche della famiglia all'epoca, poi sostenendo che aveva praticamente già pagato tutto quanto dovuto finanziando i tentativi di Giulio di impadronirsi del marchesato. Conseguentemente, il 27 giugno 1547, in pendenza del pagamento da parte di Giulio della somma pattuita, Ricciarda riprese possesso del marchesato.

### Decapitazione del figlio Giulio e morte di Lorenzo Cibo
In precedenza Giulio aveva lealmente appoggiato Andrea Doria, anche schierandosi militarmente contro il proprio cognato genovese Giovanni Luigi Fieschi, in occasione del tentativo di rivolta da lui organizzato contro il Doria nel gennaio 1547, e che condusse alla sua morte per annegamento. 
Dopo che gli fu rifiutato il pagamento della dote della moglie, l'atteggiamento di Giulio cambiò però radicalmente e, nella seconda parte dell'anno, aderì ad un complotto anti-doriano ordito dal fratello di Giovanni Luigi, Ottobuono Fieschi e da altri esuli genovesi riparati a Venezia, ed appoggiato dalla famiglia fiorentina degli Strozzi, ora al servizio della Francia, e dal nuovo duca di Parma, Pier Luigi Farnese, nonché forse – più o meno dietro le quinte – dal padre di quest'ultimo il papa Paolo III e dai francesi. Il piano era quello di penetrare in città e uccidere il Doria, l'ambasciatore spagnolo e altri pezzi grossi del partito doriano, provocando così un sommovimento popolare e l'arrivo di truppe francesi dal Piemonte.  La cospirazione fu però scoperta prima che venisse messa in atto e Giulio venne arrestato e imprigionato nel castello di Pontremoli, quindi condotto a Milano e, nonostante l'intervento dei congiunti Cosimo I de' Medici e Ercole II d'Este, duca di Ferrara, fu decapitato a soli 23 anni, il 18 maggio 1548. Anche la madre si adoperò per salvare il figlio dalla morte, fra l'altro chiedendo la grazia direttamente a Carlo V con una lettera inviata da Roma il 2 febbraio, ma è difficile stabilire se abbia davvero fatto tutto quanto era nelle sue possibilità.
Alla decapitazione del figlio, seguì la morte del marito il 14 marzo 1549. Scrivendone alla sorella Taddea, Ricciarda si esprimeva con parole, secondo Calonaci, "emblematiche del suo carattere":
Ricciarda, dunque, tornò a Massa, la cui fortezza le fu restituita nell'aprile del 1549, e vi si trattenne fino al 1550, per poi stabilirsi nuovamente a Roma. Nella rocca lasciava il nuovo castellano Ricciardo Lombardelli e un manipolo di sedici soldati.
Ricciarda cercò di riavvicinarsi a Cosimo I. Tra le altre cose, infatti, ricercò ed ebbe l'appoggio del granduca soprattutto nelle operazioni di reciproco intervento contro il banditismo endemico che infestava i confini di Massa.
Al riavvicinamento a Cosimo I contribuì senz'altro la morte del cardinale Cybo (1550), colui che era stato il grande mentore della marchesa, e da Roma la nobildonna ne dette personalmente notizia a Cosimo I, richiedendone l'aiuto per gli eredi del porporato. Il cardinale lasciava diversi figli, alcuni dei quali erano anche figli della marchesa, che non a caso nel testamento era nominata esecutrice testamentaria insieme con il cardinale Giovanni Salviati, zio di Cosimo, a cui fu assegnato anche il ruolo di tutore. Significativamente nel testamento il cardinale Innocenzo inseriva anche Alberico, ufficialmente suo nipote (ma con tutta probabilità, come già accennato, suo figlio).
Nel febbraio del 1552 Ricciarda combinò le nozze di quest'ultimo con Elisabetta Della Rovere, sorella di Guidobaldo II Della Rovere, duca di Urbino.

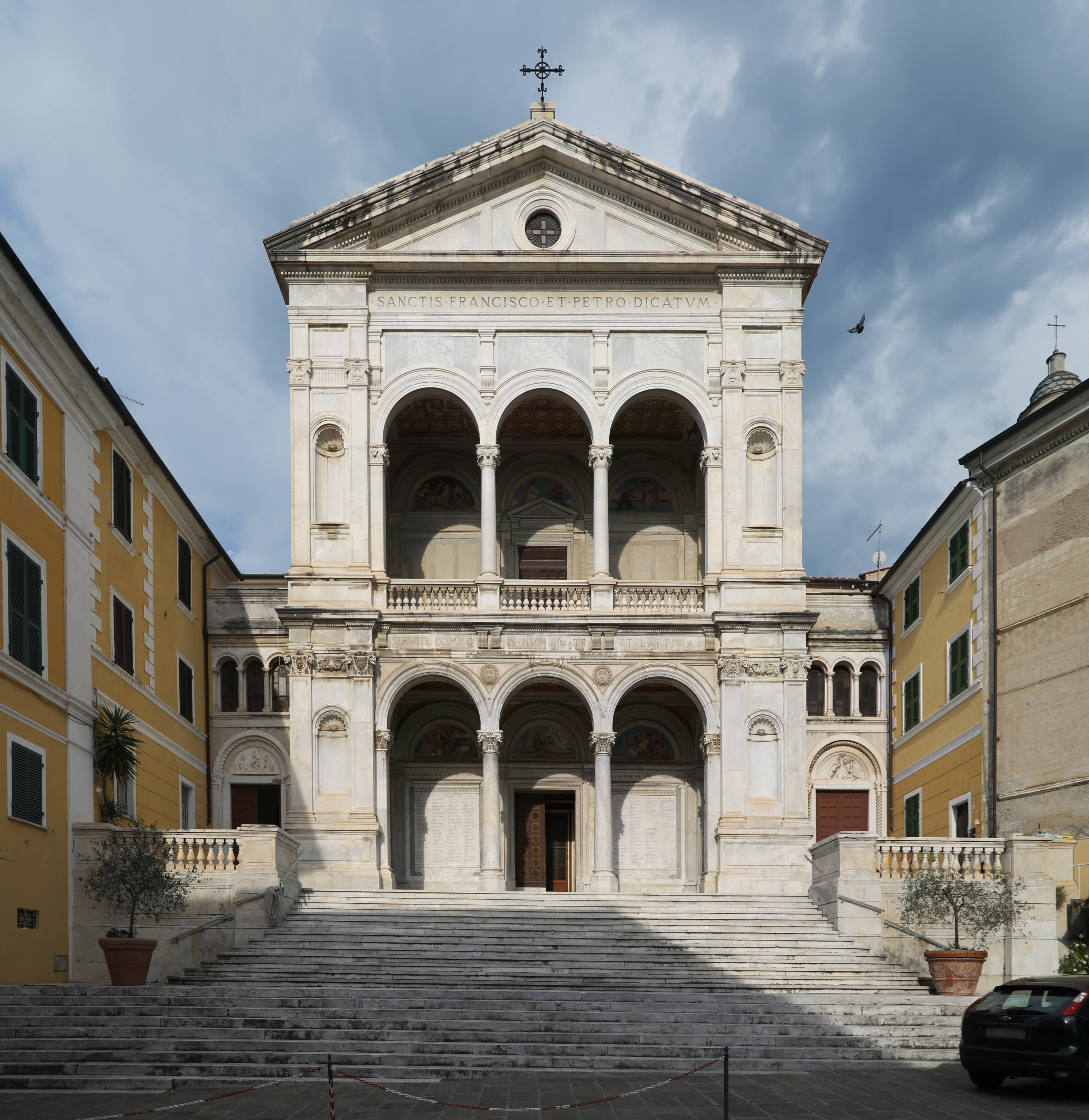
Il duomo di Massa

### Morte e lascito
Agli inizi del 1553, ormai in precarie condizioni di salute, Ricciarda si recò ai Bagni di Lucca per le cure. In maggio le sue condizioni si aggravarono e il 15 del mese dettò le sue volontà al notaio Filippo Andreoni.
Nel testamento nominò il figlio Alberico successore e capostipite dei Cybo-Malaspina; alla sorella Taddea concesse l'uso delle sue residenze romane. Non dimenticò né le figlie legittime Isabella, nata dal primo matrimonio, ed Eleonora, per la quale il padre aveva combinato nel 1542 una sfortunata unione con Giovanni Luigi Fieschi, né i figli naturali: Elena, riconosciuta e legittimata da Innocenzo Cybo, alla quale lasciò 5000 scudi d'oro, e Scipione, avuto dall'amante e marchese Giovan Ferdinando Manrique d'Aguilar.
Ricciarda Malaspina morì, all'età di 56 anni, il 15 o 16 giugno 1553, probabilmente a Massa. Il figlio Alberico fece tumulare i resti nella cripta del duomo di Massa componendoli insieme con quelli del padre Lorenzo e poi anche con quelli del fratello Giulio.
La marchesa fu donna forte e caparbia, in anticipo sui tempi, amante dei piaceri e di facili costumi, ma anche fiera delle sue prerogative e decisa a difenderle ad ogni costo, persino contro i maschi della famiglia che le sembrassero intenzionati a prevaricarle. Fu grazie ai risultati conseguiti durante la sua tragica vita che gli stati di Massa e Carrara ebbero la possibilità di essere governati, nei loro ultimi cento anni di esistenza autonoma, da tre illustri duchesse: Ricciarda Gonzaga, in qualità di reggente, dal 1731 al 1744, e, come regnanti legittime, sua figlia Maria Teresa Cybo-Malaspina, dal 1731 al 1790, e la figlia di quest'ultima Maria Beatrice Ricciarda d'Este, dal 1790 al 1829 (sia pur con l'intervallo napoleonico), le quali, pur essendo donne, ebbero titolo a regnare in nome proprio solo perché discendenti dalla marchesa Ricciarda Malaspina.

## Discendenza
Dal primo matrimonio, quello con Scipione Fieschi, nacque un'unica figlia:
- Isabella Fieschi (1519-1597),[17] nel 1533 sposò il conte Vitaliano Visconti Borromeo;[1]

Dal secondo matrimonio, quello con Lorenzo Cybo, nacquero almeno tre figli:
- Eleonora Cibo (10 marzo 1523 – 22 febbraio 1594), figlia primogenita, il 30 gennaio 1543 sposò a Carrara in prime nozze il genovese Giovanni Luigi Fieschi (1522–1547); morto il marito durante la congiura da lui organizzata contro i Doria, vedova e senza prole, nel 1549 sposò in seconde nozze Gian Luigi Vitelli, detto Chiappino. Rimasta vedova per la seconda volta nel 1575, sempre senza figli, Eleonora tornò di nuovo, e questa volta per sempre, nel monastero delle Murate in cui aveva passato gran parte della giovinezza. Morì per febbre alle Murate il 22 febbraio 1594 e lì fu sepolta secondo la sua volontà;[13]
- Giulio Cibo, marchese di Massa e signore di Carrara (1º marzo 1525 – 18 maggio 1548), sposò Peretta Doria, cugina di secondo grado di Andrea Doria; prese il potere con la forza per un certo tempo, e fu poi accusato di aver tramato con i francesi contro l'imperatore, per questo venne decapitato a Milano il 18 maggio 1548;[1][13]
- Alberico I Cybo-Malaspina (28 febbraio 1534 – 18 gennaio 1623), successore di sua madre, fu prima marchese di Massa e signore di Carrara (1553–1568), poi principe di Massa e marchese di Carrara (1568–1623); pur essendo stato sempre tenuto per legittimo, era in tutta probabilità figlio di suo zio, il cardinale Innocenzo Cibo.[13]

A questi figli se ne aggiunsero alcuni illegittimi: Alessandro, Clemente, Elena e Ricciarda, poi legittimati dal cognato cardinale Innocenzo Cybo, loro padre; Scipione, nato dall'amante Giovan Ferdinando Manrique d'Aguilar; Giulia Cybo (Roma 1535 circa - Genova 1591), di paternità incerta, consorte nel 1552 di don Niccolò Grimaldi, principe di Salerno, duca di Eboli, marchese di Diano e patrizio genovese.

## Ascendenza
|                               |                    |                                    | Genitori                          |  |  | Nonni |  |  | Bisnonni                     |  |  | Trisnonni             |  |
|                               |                    |                                    |                                   |  |  |       |  |  | Antonio Alberico I Malaspina |  |  | Spinetta II Malaspina |  |
|                               |                    |                                    |                                   |  |  |       |  |  | Antonio Alberico I Malaspina |  |  | Spinetta II Malaspina |  |
|                               |                    | Giovanna Gambacorti                |                                   |  |  |       |  |  | Antonio Alberico I Malaspina |  |  |                       |  |
| Giacomo I Malaspina           |                    |                                    |                                   |  |  |       |  |  | Antonio Alberico I Malaspina |  |  |                       |  |
|                               |                    | Giovanna Malaspina                 | Bartolomeo Malaspina              |  |  |       |  |  |                              |  |  |                       |  |
|                               |                    | Giovanna Malaspina                 | Bartolomeo Malaspina              |  |  |       |  |  |                              |  |  |                       |  |
|                               |                    | Giovanna Malaspina                 | Margherita Malaspina              |  |  |       |  |  |                              |  |  |                       |  |
| Antonio Alberico II Malaspina |                    | Giovanna Malaspina                 |                                   |  |  |       |  |  |                              |  |  |                       |  |
|                               |                    | Francesco III Pico della Mirandola | Francesco II Pico della Mirandola |  |  |       |  |  |                              |  |  |                       |  |
|                               |                    | Francesco III Pico della Mirandola | Francesco II Pico della Mirandola |  |  |       |  |  |                              |  |  |                       |  |
|                               |                    | Francesco III Pico della Mirandola | …                                 |  |  |       |  |  |                              |  |  |                       |  |
| Taddea Pico della Mirandola   |                    | Francesco III Pico della Mirandola |                                   |  |  |       |  |  |                              |  |  |                       |  |
|                               |                    | Pietra Pio                         | Marco Pio                         |  |  |       |  |  |                              |  |  |                       |  |
|                               |                    | Pietra Pio                         | Marco Pio                         |  |  |       |  |  |                              |  |  |                       |  |
|                               |                    | Pietra Pio                         | Taddea de' Roberti                |  |  |       |  |  |                              |  |  |                       |  |
| Ricciarda Malaspina           |                    | Pietra Pio                         |                                   |  |  |       |  |  |                              |  |  |                       |  |
|                               | Niccolò III d'Este | Alberto V d'Este                   |                                   |  |  |       |  |  |                              |  |  |                       |  |
|                               | Niccolò III d'Este | Alberto V d'Este                   |                                   |  |  |       |  |  |                              |  |  |                       |  |
|                               | Niccolò III d'Este | Isotta Albaresani                  |                                   |  |  |       |  |  |                              |  |  |                       |  |
| Sigismondo d'Este             | Niccolò III d'Este |                                    |                                   |  |  |       |  |  |                              |  |  |                       |  |
|                               |                    | Ricciarda di Saluzzo               | Tommaso III di Saluzzo            |  |  |       |  |  |                              |  |  |                       |  |
|                               |                    | Ricciarda di Saluzzo               | Tommaso III di Saluzzo            |  |  |       |  |  |                              |  |  |                       |  |
|                               |                    | Ricciarda di Saluzzo               | Marguerite de Pierrepont          |  |  |       |  |  |                              |  |  |                       |  |
| Lucrezia d'Este               |                    | Ricciarda di Saluzzo               |                                   |  |  |       |  |  |                              |  |  |                       |  |
|                               |                    | …                                  | …                                 |  |  |       |  |  |                              |  |  |                       |  |
|                               |                    | …                                  | …                                 |  |  |       |  |  |                              |  |  |                       |  |
|                               |                    | …                                  | …                                 |  |  |       |  |  |                              |  |  |                       |  |
| Pizzocara                     |                    | …                                  |                                   |  |  |       |  |  |                              |  |  |                       |  |
|                               |                    | …                                  | …                                 |  |  |       |  |  |                              |  |  |                       |  |
|                               |                    | …                                  | …                                 |  |  |       |  |  |                              |  |  |                       |  |
|                               |                    | …                                  | …                                 |  |  |       |  |  |                              |  |  |                       |  |
|                               |                    | …                                  |                                   |  |  |       |  |  |                              |  |  |                       |  |